# The Ten Shades of Blues
Albums de Richard Bona
Bona Makes You Sweat
(2008) Bonafied
(2013)
The Ten Shades Of Blues est un album de Richard Bona sorti en 2009 chez Universal Music Jazz France. L'album a comme idée directrice le blues en tant que dénominateur commun entre musiques du monde entier.

## Pistes
Toutes les chansons sont écrites et composées par Richard Bona, sauf mention contraire.
| 1.    | Take one                               | 0:53 |
| 2.    | Shiva mantra                           | 5:48 |
| 3.    | Good times (Richard Bona/Frank McComb) | 4:32 |
| 4.    | M'bemba mama                           | 4:04 |
| 5.    | Kurumalete                             | 5:03 |
| 6.    | Souleymane                             | 4:58 |
| 7.    | Esukudu                                | 5:05 |
| 8.    | Yara's blues                           | 4:35 |
| 9.    | Sona moyo (Richard Bona/Morley Kamen)  | 4:16 |
| 10.   | Sona Moyo                              | 4:56 |
| 11.   | Camer secrets                          | 4:47 |
| 48:54 |                                        |      |